# Anthicus laetus
Anthicus laetus là một loài bọ cánh cứng trong họ Anthicidae. Loài này được Medvedev miêu tả khoa học năm 1974.